# Osilinka River
Der Osilinka River ist ein linker Nebenfluss des Omineca River in der kanadischen Provinz British Columbia.

## Flusslauf
Der Osilinka River entspringt östlich vom Ferriston Peak in den Omineca Mountains. Der Fluss durchfließt die Omineca Mountains in überwiegend östlicher Richtung. Unweit des Williston Lake mündet der Osilinka River linksseitig in den Omineca River. Der Osilinka River hat eine Länge von 141 km und ein Einzugsgebiet von 2051 km².

## Hydrologie
Der mittlere Abfluss des Osilinka River am Pegel 07EC004 nahe End Lake, 21 km oberhalb der Mündung, beträgt 35,2 m³/s. Im Juni tritt der höchste monatliche mittlere Abfluss auf mit Werten von 145 m³/s. Im Februar und im März sind die niedrigsten mittleren monatlichen Abflüsse mit Werten von etwa 6 m³/s.

## Flussfauna
Studien über das Vorkommen der Arktischen Äsche ergaben, dass sich deren Verbreitung im Flusssystem des Osilinka River auf die 38 km des Unterlaufs beschränkt.